# コマンダー・コーディ
CT-2224 "コマンダー・コーディ"（Commander Cody）は、アメリカのSF映画『スターウォーズ』シリーズの映画『スター・ウォーズ/クローン・ウォーズ』およびそのテレビシリーズ、『スター・ウォーズ: バッド・バッチ』、その他のスピンオフ作品に登場する架空のキャラクターである。

## 概要
コマンダー・コーディは銀河共和国における「共和国グランド・アーミー」のクローン・トルーパーであり、他のクローン・トルーパーと同様に惑星カミーノで生まれ、マンダロリアンの賞金稼ぎ「ジャンゴ・フェット」の遺伝子を持つ。
クローン戦争期、コマンダー・コーディはジェダイ将軍オビ＝ワン・ケノービに仕え、ケノービの元弟子であるアナキン・スカイウォーカー将軍や彼の弟子（コマンダー）アソーカ・タノによって指揮された第501軍団（第501大隊）らと共に数多くの戦闘を共にしている。ゆえに第501軍団（第501大隊）の指揮官である「キャプテン・レックス」とは深い友情を築いている。
銀河共和国の共和国グランド・アーミーでは、クローン・マーシャル・コマンダーの階級に位置し、第212突撃大隊および第7空挺兵団の指揮を務めた。上官であるケノービからの信頼は厚く、彼の優れた戦術や戦闘スタイルは他のジェダイや仲間のクローンからも尊敬を集めていた。
クローン戦争末期、ケノービのグリーヴァス将軍討伐作戦に同行した第212突撃大隊は惑星ウータパウでの任務のさなか、銀河元老院のシーヴ・パルパティーン最高議長（ダース・シディアス）からジェダイの抹殺を指示する特別命令「オーダー66」が発令された。
オーダー66のプロトコルが確実に実行されるよう、全クローン・ユニットの脳内にはあらかじめ行動制御用のバイオチップが胎児の段階から埋め込まれていた（これはシスの陰謀であり、ダース・シディアスの声によって起動した脳内のチップはクローンを一時的なトランス状態に陥らせることで自由意志を即座に排除し、命令を強制する効力を有していた）。
コーディも例外ではなく、バイオチップが起動した後に長年戦いを共にしてきた戦友ケノービに砲撃を命じることとなった。
共和国グランド・アーミーが解体/再編された帝国の黎明期、コーディは帝国軍におけるクローン・コマンダーとしての指揮任務を継続した。
再編された帝国軍では虐殺や武力行使による統治が進められ、共和国軍におけるクローン・トルーパーの存在理由であった「治安維持」とはかけ離れた任務形態に疑問を呈するクローン・トルーパーも増えていた。同時に、バイオチップの効力が時と共に薄れたこともあり、かつて仕えていたジェダイ将軍の抹殺に盲目的に従った正当性が見いだせず、苦悩するトルーパーも増加した。
こういった影響もあり、帝国軍は従来までのクローン・トルーパーから、募兵制の（ストームトルーパーの前身となる）TKトルーパーへの置き換えを始めていた。こうしたクローン・トルーパーの退役プロジェクト（ウォー＝マントル計画）の一貫として彼らの多くは最前線に配備され、樹立後から徐々に数を減らしていった。
本来、忠誠を誓ったはずの銀河共和国における「秩序の維持」という目的が失われている状況での任務を重ねるうちに、コーディ自身も上官であるインペリアル・オフィサーからの命令に強く疑問を抱くようになった。クローン・ウォーズの正式な続編にあたる「スター・ウォーズ: バッド・バッチ」では、クローン・コマンダーとしての軍務を放棄し、後に帝国軍から逃亡している。

## アニメーション
2005年の映画、エピソード3『シスの復讐』以来、2008年のアニメーション映画『スター・ウォーズ/クローン・ウォーズ』、続く全7シーズン、クローン・ウォーズの正式な続編にあたる2021年の『スター・ウォーズ: バッド・バッチ』など、新三部作/プリクエル・トリロジーに関連する数多くの作品に出演する。
初登場となる2005年のエピソード3『シスの復讐』では、クローンの遺伝子ホストであるジャンゴ・フェットおよびボバ・フェット、全クローン・トルーパーを演じたテムエラ・モリソンが実写版のコーディを演じている。
エピソード3でのセリフは実写を演じたテムエラ・モリソンが担当しているが、続くアニメーション作品では、声優のディー・ブラッドリー・ベイカーが全てのクローン・トルーパーの声を務めている。日本語吹替版においては、全作品を金田明夫が担当した。